# Czcibora
Czcibora, Ścibora, Cibora – staropolskie imię żeńskie. Męskie odpowiedniki: Czścibor, Ścibor, Czcibor, Cibor, Czesbor. Znaczenie imienia: „walcząca o cześć”, „obrończyni czci”.
Czcibora imieniny obchodzi 9 września i 14 listopada.